# Diopites (impostor)
Diopites (en grec antic: Διοπείθης, Diopeithes) va ser un astròleg, endeví i impostor de l'antiga Grècia que venia oracles a Atenes.
Diodor i Plutarc expliquen que l'any 432 aC l'assemblea d'Atenes va aprovar un decret a proposta de Diopites segons el qual es perseguiria per impietat «tots aquells que no creguessin en els déus i que ensenyessin doctrines referents als fenòmens celestes». Aquesta disposició va ser la causa del procés contra Anaxàgoras al començament de la guerra del Peloponnès: el filòsof pensava que el sol era una massa de ferro incandescent, i creia que s'eclipsava perquè la lluna s'interposava al davant. En el judici, Anaxàgoras va ser condemnat a l'exili i va partir d'Atenes. La llei que va impulsar Diopites tractava de protegir la religió, però també de defensar els seus interessos particulars, atès que anava dirigida explícitament contra l'astronomia, perquè aquesta ciència feia perillar la credibilitat de les pràctiques d'endevinació basades en els estels.
Diopites va ser una de les persones més actives contra el règim de Pèricles, i potser per això va col·laborar amb el polític Tucídides. Uns anys més tard, però, treballava a les ordres de Nícies.
Diopites va ser satiritzat pels poetes còmics, sobretot per Aristòfanes, que el cita en diverses obres. Es deia que tenia una mà deforme. Els comediògrafs el presenten com un lladre de l'erari públic i un vident boig i enfurismat.